# Biid
biid株式会社（ビード　代表取締役松尾省三）は、マリーナ、ビーチ、ヨットハーバー等の海際の施設の再生、有効活用、運営を主業務とする日本の会社である。本社は神奈川県藤沢市にある。

## 概要
ヨットハーバー、マリーナ、ビーチなどの海洋施設の民営化、再生、有効活用を得意とし、不動産の有効活用、施設の運営業、レジャー・外食、ホテル事業を運営する施設内で展開している。
本社所在地の神奈川県だけでなく関西、四国にも施設を展開しており、2023年3月には大阪市此花区と包括連携協定を締結し、行政と連携した事業を本格的に開始した。
特に砂浜を活用したマリンスポーツの施設の運営は独自のスキームを持ち、得意としているとともに、公共マリーナの完全民営化の実績を持ち、飲食店として展開するHemingwayは国際商標の使用をブランドから認められた飲食店でベーグルフレンチトーストが有名。
2023年7月より、焼肉店として関西で知名度の高い「焼肉のはや」と業務提携を行い、神奈川県藤沢市片瀬海岸に和牛焼肉HAYA/Hemingway And YAkinikuをオープンしている。
また、2025年4月には大阪府と万博、IRにおける大阪市内の水上交通の要となる船着場と空飛ぶ車のポートの機能を併せ持つ水陸空の交通、観光のハブとして新施設(仮)中之島ゲートサウスピアを整備開業することを発表している。
なお、運営する施設では、舟艇事業に限らず上記ヘミングウェイなどの飲食店や、テニスコート、エデュテイメント型港園「Park Hull」、環境配慮型ホテル「Hotel Hull」、水上タクシー、クルージングなどの客船事業、マリンスポーツ体験、スクールなどの海辺を活性化し、収益化するソフト事業を展開している。

## 運営施設
- 全国に展開する海洋施設

1. 横浜港ボートパーク[10] - 横浜市西区みなとみらい
2. 江ノ島ちょっとヨットビーチマリーナ[11] - 神奈川県藤沢市
3. 江ノ島ちょっとヨットビーチベース - 神奈川県藤沢市
4. 大阪北港マリーナ[12] - 大阪市此花区
5. アイランドイン小豆島[13] - 香川県小豆郡小豆島町

運営飲食店
1. ヘミングウェイ 江ノ島 - 神奈川県藤沢市
2. ヘミングウェイ 横浜 - 横浜市西区
3. ヘミングウェイ 大阪 - 大阪市此花区
4. 和牛焼肉&ステーキ HAYA（はや）江ノ島 - 神奈川県藤沢市

## 関連会社
1. biid international株式会社 - 東京都中央区
2. ChottoEnoshima株式会社 - 神奈川県藤沢市
3. ChottoYokohama株式会社 - 横浜市中区
4. Seatiger Island Inn株式会社 - 香川県小豆郡小豆島町
5. 大阪北港マリーナ株式会社 - 大阪市此花区
6. biid Investment株式会社- 神奈川県藤沢市